# Prince Ofori
Prince Ofori Yartey (Accra, 6 ottobre 1988) è un calciatore ghanese naturalizzato beninese, difensore dello Slovan Brvnište.

## Palmarès
- Campionato slovacco: 2

Žilina: 2006-2007, 2009-2010
- Supercoppa di Slovacchia: 1

Žilina: 2007
- Coppa di Slovacchia: 1

Žilina: 2011-2012